# Peder Eriksson
Peder Eriksson (tre snäckor) var en svensk borgmästare.

## Biografi
Peder Eriksson var borgmästare vid Linköpings rådhusrätt.

### Familj
Peder Eriksson var gift med Karin Olofsdotter. De fick tillsammans barnen Brita Pedersdotter Skute som var gift med borgmästaren Gudmund Gudmundsson i Linköping, Margareta Pedersdotter Skuthe (1560–1657) som var gift med guldsmeden Lorenz Hartman i Stockholm och riksrådet Johan Salvius och Anna Persdotter Skuthe (1580–1647) som var gift med assessorn Peder Mattsson Stiernfelt i Göta hovrätt.